# Una boda al desembre
Una boda al desembre (originalment en anglès, A December Bride) és una pel·lícula estatunidenca del 2016. Dirigida per David Winning, s'emmarca en el gènere de la comèdia romàntica i està basada en la novel·la homònima de l'escriptora Denise Hunter. Es va emetre a Hallmark Channel el 20 de novembre de 2016, com a part de la setena campanya anual del canal de compte enrere per al Nadal. El 8 de desembre de 2020 es va estrenar el doblatge en català a TV3.

## Argument
A la Layla des de petita li ha fet il·lusió casar-se al mes de desembre aprofitant l'alegria de les festes nadalenques. Quan ja estava promesa, el seu promès la deixa per la seva cosina. Quan arriba el moment, en ser família, conviden la Layla al casament i es veu obligada a anar-hi, però no hi vol anar ni sense parella ni amb el seu germà per no semblar desesperada. Finalment, l'única opció que troba és fer veure que s'ha promès amb l'amic, en Seth, que precisament va presentar el seu antic promès a la seva cosina i, per tant, el culpable, encara que involuntari, que la Layla es quedés sense promès. Després de tot un seguit de malentesos i situacions inesperades mentre la Layla i en Seth fan veure que estan promesos, que els obliguen a allargar la mentida més del que havien pensat inicialment, es produeix un desenllaç inesperat.

## Repartiment
| Actor/actriu         | Personatge       |
| -------------------- | ---------------- |
| Jessica Lowndes      | Layla O'Reilly   |
| Daniel Lissing       | Seth Murphy      |
| Jay Hindle           | Jack Evans       |
| Pauline Egan         | Jessica          |
| Karen Kruper         | Aunt Lorraine    |
| April Telek          | Darcy Sterling   |
| Casey Manderson      | Beckett O’Reilly |
| Keith MacKechnie     | Hank O’Reilly    |
| Dean Monroe McKenzie | Peter Hardwick   |
| Jannen Karr          | Joyce Hardwick   |
| Kurt Evans           | Stanley Malcolm  |
| Drummond Macdougall  | George Murphy    |
| Beverley Breuer      | Meredith Murphy  |
| Larry Hoe            | Ministre         |
| Brendon James Zub    | Cooper           |